# Johan Brunström
Johan Brunström (født 2. april 1980 i Fiskebackskil, Sverige) er en svensk tennisspiller. I begyndelsen af 2014 vandt han sin fjerde doubletitel i karrieren, nemlig doubleturneringen i Chennai Open sammen med sin makker Frederik Løchte Nielsen. Pr. 05.01.14 ligger han nr. 46 på verdensranglisten i double. 

## Titler
Han har vundet følgende doubleturneringer i sin karriere:
- Crédit Agricole Suisse Open Gstaad i Gstaad, Schweiz (2010)
- Moselle Open i Metz, Frankrig (2013)
- Open de Nice Côte d’Azur i Nice, Frankrig (2013)
- Aircel Chennai Open i Chennai, Indien (2014)